# Unión del Río Mano
La Unión del Río Mano es un proyecto de integración y unión económica que fue puesto en marcha por los países africanos de Liberia y Sierra Leona en 1973. El nombre de este proyecto se debe a que el Río Mano es la frontera natural entre estos dos países. Guinea y Costa de Marfil se incorporaron a esta unión económica en 1980 y en 2008, respectivamente.